# 실화: 숨겨진 비밀
《실화: 숨겨진 비밀》(프랑스어: D'après une histoire vraie)은 2017년에 개봉한 프랑스, 벨기에, 폴란드의 스릴러, 드라마 영화이다. 로만 폴란스키가 감독과 각본을 맡았다. 2017년 11월 16일에 대한민국 CGV에서 개봉되었다.

## 줄거리
베스트 셀러 작가 델핀은 전작의 성공에 의한 부담감 때문인지 지독한 슬럼프에 빠져 있다. 그러던 와중에 나타난 직업, 취향, 사고 방식 등 모든 것이 비슷한 한 여인에게 급격히 끌리게 되고 어느덧 그녀는 팬에서 친구로, 친구에서 델핀의 모든 것을 컨트롤하는 존재가 되어 가는데...

## 캐스팅
주연
- 에마뉘엘 세니에르 : 델핀 다리유 역
- 에바 그린 : L 역

조연
- 벵상 페레 : 프랑수아 역
- 도미니크 피뇽 : 레이먼드 역
- 카밀 샤무 : 오리안 역
- 조세 다이얀 : 카리나 역
- 브리지트 뤼앙
- 노에미 르보브스키 : 큐레이터 역
- 다미엔 보나드